# Сутінкові мисливці (телесеріал)
«Сутінкові мисливці» (англ. Shadowhunters) — американський фентезійний телесеріал, заснований на серії книг «Знаряддя смерті» письменниці Кассандри Клер. Прем'єра відбулася 12 січня 2016 — 6 травня 2019 року на каналі Freeform.
Після успішного виходу першого сезону було оголошено про вихід другого сезону із 20 епізодами, прем'єра відбулася 2 січня 2017 року. 21 квітня 2017 року телеканал Freeform поновив шоу на третій сезон із 20 епізодів, прем'єра яких відбулася 20 березня 2018 року.

## Сценарій
Серіал заснований на серії книг-бестселерів у стилі міського фентезі «Знаряддя смерті» Касандри Клер. Сутінкові мисливці розповідають про 18-річну Клері Фрей, яка у свій день народження дізнається, що вона не та, ким себе вважає, а насправді походить зі стародавньої лінії Сутінкових мисливців — гібридів ангелів і людей, які полюють за демонами. Коли викрадають її мати Джослін, Клері поринає у світ полювання на демонів з містичним Сутінковим мисливцем Джейсом та своїм найкращим другом Саймоном. Тепер вона живе серед фейрі, магів, вампірів і перевертнів. Клері дізнається більше про своє минуле і про те, що може чекати її в майбутньому.

## У ролях
| актор            | персонаж                                          | сезони    | сезони    | сезони    |
| актор            | персонаж                                          | 1         | 2         | 3         |
| ---------------- | ------------------------------------------------- | --------- | --------- | --------- |
| Кетрін Макнамара | Кларисса «Клері» Фрей / Моргенштерн               | Регулярно | Регулярно | Регулярно |
| Домінік Шервуд   | Джонатан Крістофер «Джейс» Вейланд / Ерондейл     | Регулярно | Регулярно | Регулярно |
| Меттью Даддаріо  | Олександр «Алек» Гідеон Лайтвуд                   | Регулярно | Регулярно | Регулярно |
| Емерод Тубіа     | Ізабель «Іззі» Софія Лайтвуд                      | Регулярно | Регулярно | Регулярно |
| Гаррі Шам        | Магнус Бейн                                       | Регулярно | Регулярно | Регулярно |
| Альберто Розенде | Саймон Льюїс                                      | Регулярно | Регулярно | Регулярно |
| Алан Ван Спренг  | Валентин Моргенштерн                              | Період.   | Регулярно | Гість     |
| Айзая Мустафа    | Люк Герроуей / Люциан Греймарк                    | Регулярно | Регулярно | Регулярно |
| Аліша Вейнрайт   | Майя Робертс                                      |           | Період.   | Регулярно |
| Вілл Тюдор       | Себастьян Верлак / Джонатан Крістофер Моргенштерн |           | Регулярно | Гість     |

## Актори й персонажі

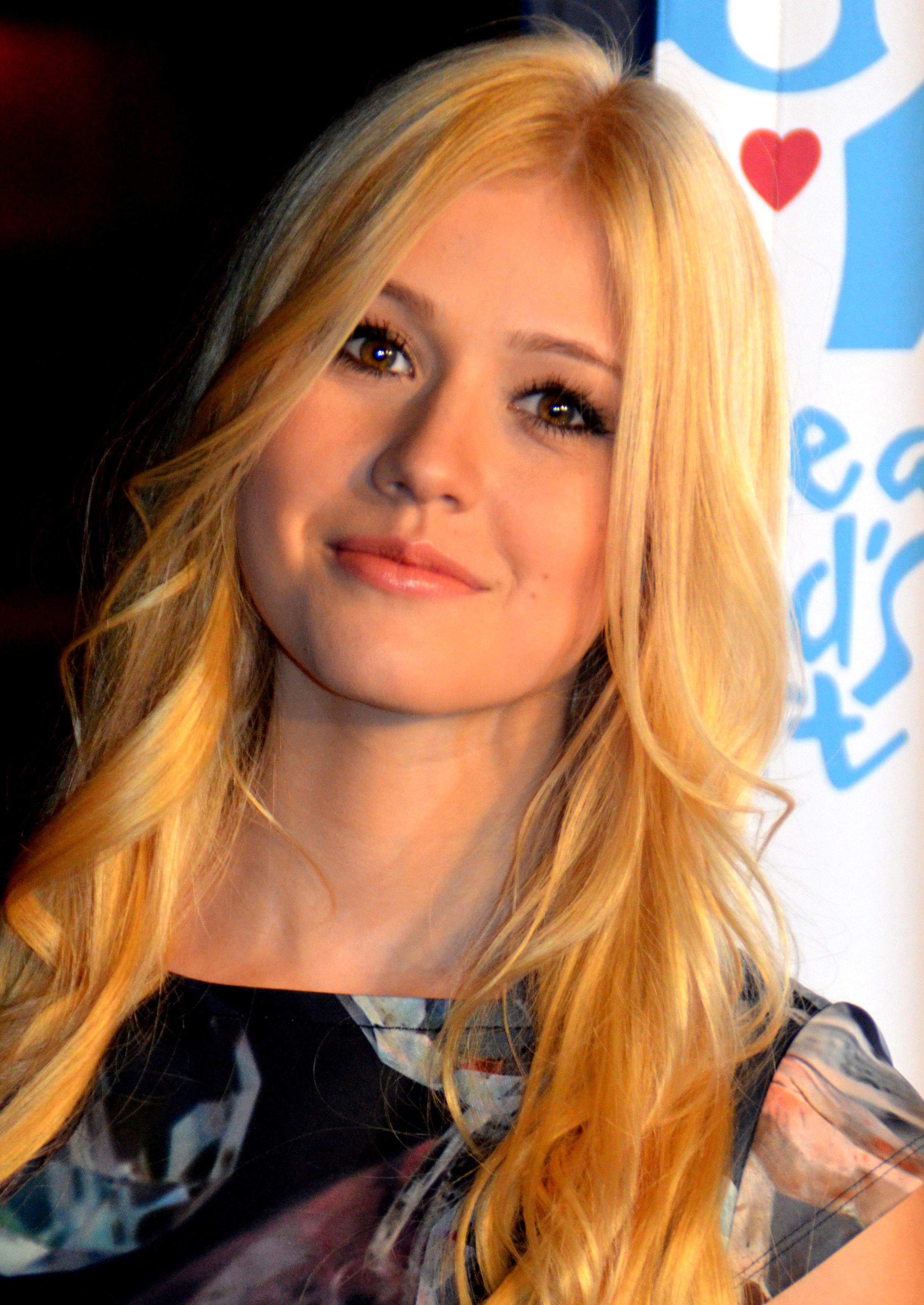
Кетрін Макнамара (Кларісса Фейрчальд)

### Основний склад
- Кларісса (Клері) Фейрчальд (в ролі акторка Кетрін Макнамара, Софія Веллс — в ролі молодої Клері)

18-літня студентка університету мистецтв в Нью-Йорку. Її світ змінився, коли її маму викрали, і вона дізнається про свою надприродну долю — вона сутінковий мисливець (гібрид людини-ангела).
- Джейс Вейланд (Ерондейл, Моргенштерн, в ролі Домінік Шервуд)

Сутінковий мисливець; один із найсильніших воїнів у війні проти демонів. Прийомний брат Ізабель та Алека Лайтвудів. парабатай Алека Лайтвуда. Коханий Клері.
- Саймон Льюїс (в ролі Альберто Розенде)

Звичайна людина (у сутінковому світі — примітивний) згодом стає мешканцем нижнього світу — вампіром, студент бухгалтерського обліку, давній приятель та найкращий друг Клері. Володіє великим почуттям гумору. Закоханий в Клері, але згодом зустрічається з Маєю.
- Ізабель (Іззі) Лайтвуд (в ролі Емерод Тубіа)

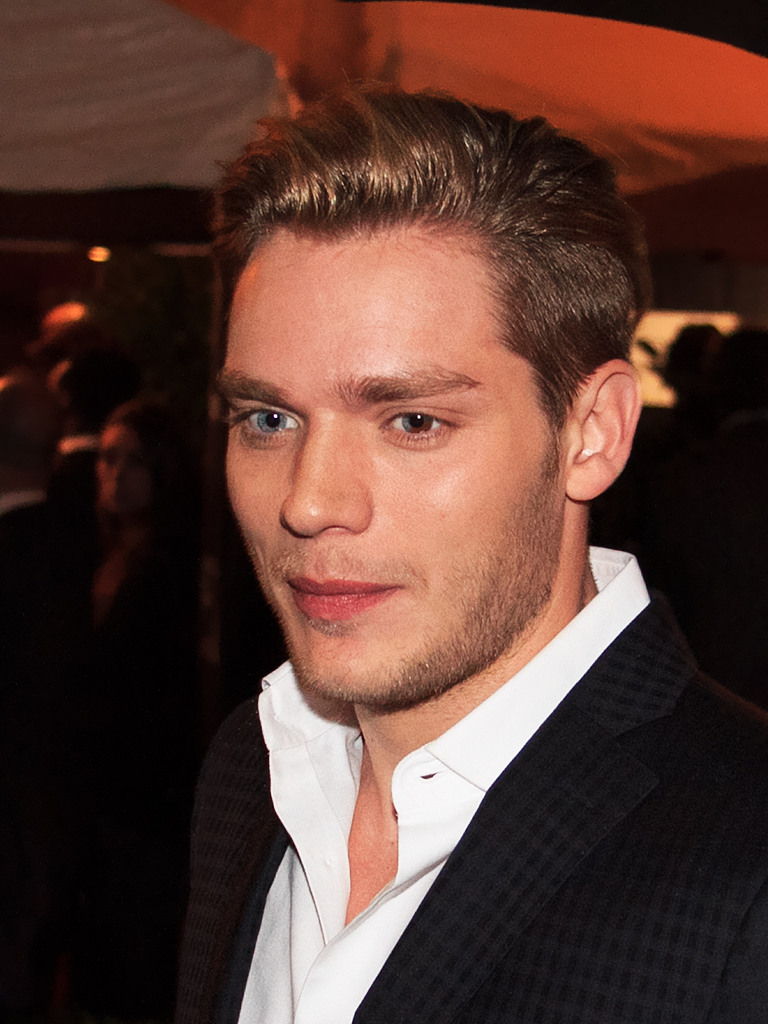
Домінік Шервуд (Джейс Вейланд)

Сутінковий мисливець; сестра Алека; приваблива власниця батога, яка бореться разом зі своїми братами проти темного світу. Не дивлячись на войовничу силу, має одну слабкість: погані хлопці.
- Алек Лайтвуд (в ролі Меттью Даддаріо)

Сутінковий мисливець; рідний брат Ізабель, вправний воїн. Постійно намагається привернути до себе увагу свого парабатая та зведеного брата Джейса. Стає головою Інституту, зустрічається з Магнусом.
- Магнус Бейн (в ролі Гаррі Шам)

Могутній верховний маг Брукліна, на перший погляд, йому не більше 20 років, але насправді його вік понад 800 років. Завжди готовий допомогти сутінковим мисливцям, зустрічається з Алеком.
- Люциан (Люк) Герровей (в ролі Айзая Мустафа)

Вітчим Клері, детектив поліції Нью-Йорка, колишній сутінковий мисливець та парабатай Валентина Моргенштерна, лідер клану перевертнів. Головним його обов'язком є захист Клері після того, як викрали її маму.

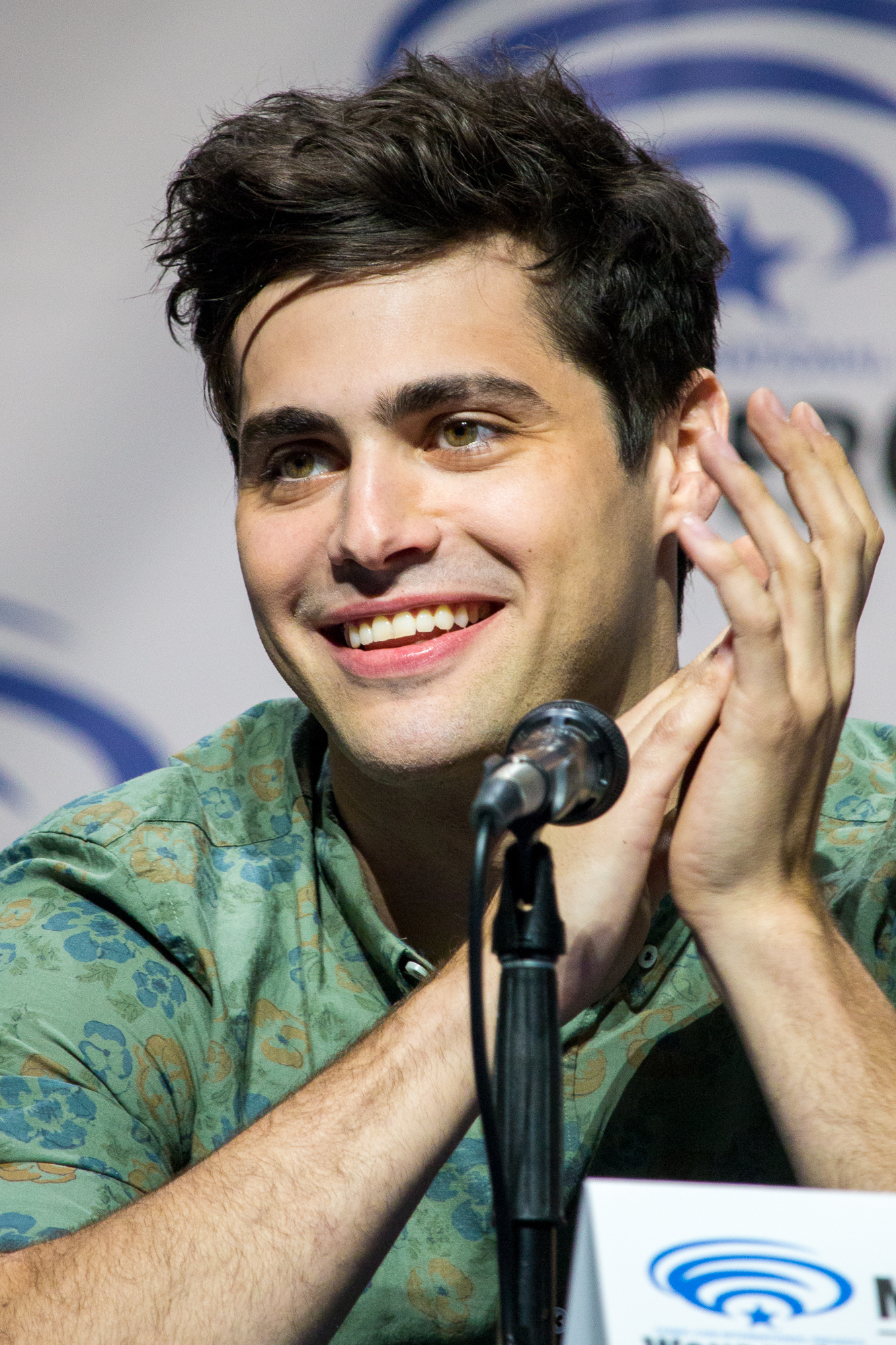
Меттью Даддаріо (Алек Лайтвуд)

- Мая Робертс (в ролі Аліша Вейнрайт)

Перевертень у клані Люка, саме він допоміг їй прийти в себе після обороту. Працює барменом. Зустрічається з Саймоном (3 сезон).

### Другорядний склад
- Валентин Моргенштерн (в ролі Алан Ван Спренг)

Сутінковий мисливець, хитрий і злий, бажає заволодіти Знаряддями Смерті та вбити всіх представників Нижнього Світу; заради своєї цілі піде на всі вчинки.
- Джонатан Моргенштерн / Себаст'ян Верлак (в ролі Вілл Тюдор)

Рідний брат Клері, син Валентина та Джоселін; сутінковий мисливець, має демонічну кров.
- Рафаель Сантьяго (в ролі Девід Кастро)

Лідер клану вампірів готелю «Дюморт», допомагає Саймону після його перевтілення у вампіра, закоханий в Іззі.

Меттью Даддаріо
(Алек Лайтвуд)

- Джоселін Фейрчальд/Моргенштерн (в ролі Максім Рой)

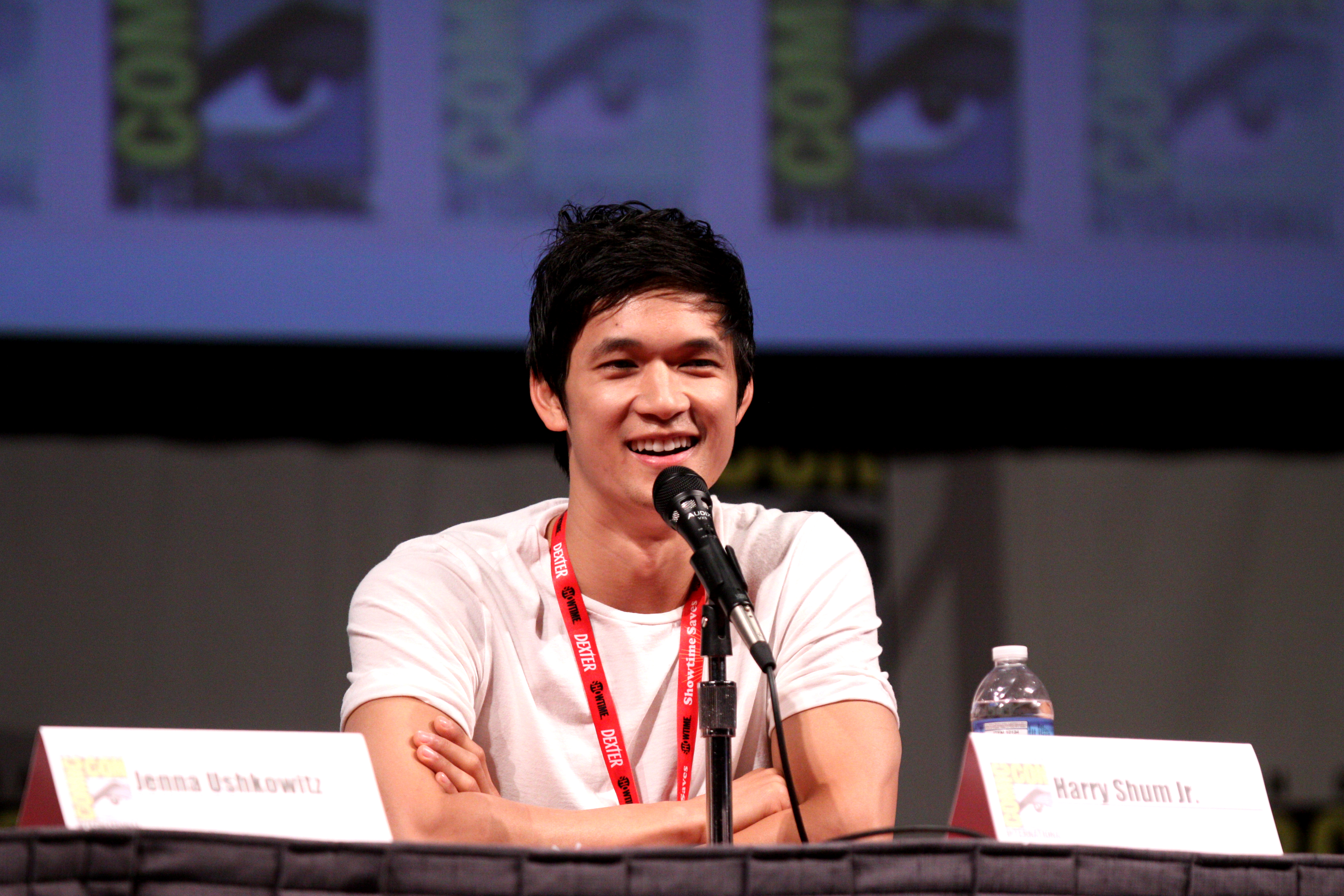
Гаррі Шам мол. (Магнус Бейн)

Мати Клері та Джонатана, сутінковий мисливець, колишня дружина Валентина Моргенштерна, дружина Люка.
- Ходж Старквейзер (в ролі Джон Кор)

Наставник сутінкових мисливців в Інституті.
- Мадам Доротея (в ролі Ванесса Матсуі)

Сусідка сім'ї Фрей, ворожка.
- Аймоджин Ерондейл (Мімі Кузик)

Бабуся Джейса, колишній інквізитор.

## Зйомки

### Розробка
12 жовтня 2014 в MIPCOM, компанією Constantin Film був офіційно оголошений телевізійний проєкт, замість початкової задумки сиквела «Знаряддя Смерті: Місто Праху» до першого фільму, який повинен був на початку почати зйомку у вересні 2013, перед тим як він був відкладений і врешті-решт скасований.
Їх план був перезапустити Знаряддя Смерті як просунутий серіал з одногодинними серіями, і як повний перезапуск фільму. Продюсер Дон Кармоді висловив своє бажання зробити шоу обмеженим ТВ серіалом, сподіваючись випускати по сезону (один на книгу) на рік і знімаючи його в Торонто, та намірами Constantin Film витратити 2,5—5 мільйонів за епізод. Боб Шайе і Майкл Лінн з Unique Features були призначені виконавчими директорами серіалу, так само як і фільму. Ед Дектер був так само найнятий на місце керівника проєкту, виконавчим продюсером і головним сценаристом першого сезону.
Вперше Касандра Клер поділилася в Twitter робочою назвою серіалу «Сутінкові Мисливці» в лютому 2015. Разом з підтвердженням та продовженням назви, джерело OLV оголосив що зйомка була призначена на травень того ж року у Ванкувері. Список Craigslist Лос-Анджелеса так само виставив деяку інформацію про пілотну серію серіалу, підтверджуючи попередню інформацію і розкриваючи оголошення про кастинг, так само як частина опису шоу. Їх так само опублікували онлайн, разом з деякими відео прослуховувань і розмовами що супроводжували нібито просочилася інформація про сценарій.
Автор Касандра Клер зустрілася з каналом що замовив серіал. Через кілька днів, 30 березня, 2015 року, шоу було офіційно оголошено і замовлено каналом ABC Family відразу як 13-епізодний серіал.
Незабаром було сказано що зйомка почнеться 25 травня 2015, в Торонто. Потім було оголошено участь Мак Джі як виконавчого продюсера. ABC Family пізніше оголосило що Сутінкові мисливці є частиною їхнього раннього програмування 2016 року, і буде випускатися разом з іншою адаптацією книги. Зйомки почалися в травні (головна зйомка почалася 25-го числа) і очікується тривати до жовтня 2015. Касандра Клер також стверджувала, що шоу буде досить відмінним від книг і більше схоже на «тлумачення», і шоу не буде однією книгою за сезон — у першому сезоні будуть деякі елементи з наступних книг, що також підтримувалося ранніми появами персонажів, які з'являються набагато пізніше в серії книг.

### Кастинг
Кастинг був у пріоритеті на ранніх стадіях розвитку серіалу, так само як був приводом хвилюванням серед фанатів. Перша справжня новина була випущена через список Craigslist Лос-Анджелеса|Лос-Анджелес 4 березня 2015. Елісон Сілверберг, Джонатан Клей Харріс і Ентоні Дж. Краус служать як директори з кастингу, а Сьюзен Есрок і Джастін Кіанг як помічники з кастингу. Пілотна серія і включені опису персонажів, Клері, Джейса і Саймона, показали що персонажів зробили старшими на кілька років на відміну від їх описів у книгах. Були так само розкриті онлайн кастинги на таких сайтах як Showfax і SidesExpress. Мабуть, водночас проводився кастинг на таких персонажів як Ізабель, Алек, Джослін, Валентин, Люк і Доротея. Деякі відео прослуховувань так само просочилися онлайн. Через Твіттер, МакДжі публікував новини процесу кастингу, разом з деякими записками від режисерів, у квітні.
20 квітня 2015 було оголошено що Домінік Шервуд був обраний на роль Джейса. Кастинг головних героїв продовжився в травні, з Альберто Розендо, Емерод Тубіа, Кетрін Макнамара, Меттью Даддаріо, Айзаєю Мустафою, Аланом Ван Спренгом, Гаррі Шамом молодшим і Максім Рой отримали головні ролі Саймона, Ізабель, Клері, Алека, Люка, Валентина, Магнуса і Джослін, відповідно. Інші епізодні ролі за межами пілотної серії були взяті на роль і були оголошені пізніше.